# Cantone di Marsanne
Il Cantone di Marsanne era una divisione amministrativa dell'arrondissement di Nyons.
A seguito della riforma approvata con decreto del 20 febbraio 2014, che ha avuto attuazione dopo le elezioni dipartimentali del 2015, è stato soppresso.

## Composizione
Comprendeva i comuni di:
- La Bâtie-Rolland
- Bonlieu-sur-Roubion
- Charols
- Cléon-d'Andran
- Condillac
- La Coucourde
- La Laupie
- Manas
- Marsanne
- Roynac
- Saint-Gervais-sur-Roubion
- Saint-Marcel-lès-Sauzet
- Sauzet
- Savasse
- Les Tourrettes